# Celatiscincus
Celatiscincus este un gen de șopârle din familia Scincidae.

Cladograma conform Catalogue of Life:
| Celatiscincus | \| \| Celatiscincus euryotis \| \| \| \| \| \| Celatiscincus similis \| \| \| \| |
|               | \| \| Celatiscincus euryotis \| \| \| \| \| \| Celatiscincus similis \| \| \| \| |
|               | Celatiscincus euryotis                                                           |
|               |                                                                                  |
|               | Celatiscincus similis                                                            |
|               |                                                                                  |